# گرنزووکا-کولونگا
گرنزووکا-کولونگا (به لهستانی:  Gręzówka-Kolonia) یک روستا در لهستان است که در گمینا ووکوو واقع شده‌است. گرنزووکا-کولونگا ۳۷۳ نفر جمعیت دارد.